# Triatlon la Jocurile Olimpice de vară din 2012
Probele sportive de triatlon la Jocurile Olimpice de vară din 2012 s-au desfășurat în Hyde Park, Londra. Probele sportive feminine s-au desfășurat pe data de 4 august 2012, iar probele sportive masculine s-au desfășura pe data de 7 august 2012. 110 atleți, dintre care 55 bărbați și 55 femei, au participat la competiție. Triatlonul la Jocurile Olimpice și-a făcut debutul la Jocurile din 2000 de la Sydney.

## Calendar competițional
| Triatlon la Jocurile Olimpice din 2012 | Triatlon la Jocurile Olimpice din 2012 | Triatlon la Jocurile Olimpice din 2012 | Triatlon la Jocurile Olimpice din 2012 | Triatlon la Jocurile Olimpice din 2012 |
| Proba sportivă                         | August                                 | August                                 | August                                 | August                                 |
| Feminin                                | 04.                                    | 05.                                    | 06.                                    | 07.                                    |
| -------------------------------------- | -------------------------------------- | -------------------------------------- | -------------------------------------- | -------------------------------------- |
| Triatlonul feminin                     |                                        |                                        |                                        |                                        |
| Masculin                               | 04.                                    | 05.                                    | 06.                                    | 07.                                    |
| Triatlonul masculin                    |                                        |                                        |                                        |                                        |

## Desfășurare
Triatlonul olimpic conține 3 componente – înot 1.5 km, ciclism 40 km, și ștafetă 10 km. Atât probele sportive feminine și masculine s-au desfășurat în Hyde Park, unul dintre cele opt parcuri regale ale Londrei. Proba de înot s-a desfășurat pe lacul Serpentine. Proba de ciclism au început la Poarta Mamei Regine, și s-au continua spre Wellington Arch, Constitution Hill și Palatul Buckingham, apoi au inclus reîntoarcerea spre parc, pe lângă lacul Serpentine.

## Medaliați
| Probă    | Aur                                      | Argint                           | Bronz                                    |
| Masculin | Alistair Brownlee · Marea Britanie (GBR) | Javier Gómez Noya · Spania (ESP) | Jonathan Brownlee · Marea Britanie (GBR) |
| Feminin  | Nicola Spirig · Elveția (SUI)            | Lisa Nordén · Suedia (SWE)       | Erin Densham · Australia (AUS)           |

## Clasament pe medalii
| Loc   | Țară           | Aur | Argint | Bronz | Total |
| ----- | -------------- | --- | ------ | ----- | ----- |
| 1     | Marea Britanie | 1   | 0      | 1     | 2     |
| 2     | Elveția        | 1   | 0      | 0     | 1     |
| 3     | Spania         | 0   | 1      | 0     | 1     |
| 3     | Suedia         | 0   | 1      | 0     | 1     |
| 5     | Australia      | 0   | 0      | 1     | 1     |
| Total | Total          | 2   | 2      | 2     | 6     |